# Dujker duży
Dujker duży (Cephalophus jentinki) – gatunek ssaka parzystokopytnego z rodziny wołowatych, jeden z największych dujkerów. Gatunek słabo poznany z powodu skrytego trybu życia oraz zajmowania trudno dostępnych siedlisk.

## Występowanie i biotop
Obecny zasięg występowania gatunku obejmuje obszary Liberii, Sierra Leone i Wybrzeże Kości Słoniowej. Jego siedliskiem są gęsto zarośnięte tereny o ograniczonym dla człowieka dostępie.

## Charakterystyka ogólna
| Podstawowe dane         | Podstawowe dane |
| ----------------------- | --------------- |
| Długość ciała           | ok. 135 cm      |
| Długość ogona           | ok. 15 cm       |
| Wysokość w kłębie       | 75–100 cm       |
| Masa ciała              | ok. 70 kg       |
| Dojrzałość płciowa      | brak danych     |
| Ciąża                   | brak danych     |
| Liczba młodych w miocie | 1               |
| Długość życia           | do 21 lat       |

### Wygląd
Ciało masywne, o charakterystycznym, kontrastowym ubarwieniu, co ułatwia identyfikację gatunku. Niemal czarny przód ciała (głowa, kark i barki) jest oddzielony jasnym pasem od ciemnoszarego tyłu. Czarne rogi występują u obu płci i – proporcjonalnie do wymiarów ciała – są większe niż u pozostałych dujkerów.

### Tryb życia
Dujkery duże prowadzą prawdopodobnie nocny tryb życia. Są gatunkiem roślinożernym. Były obserwowane na morskich plażach, gdy zlizywały sól z piasku. Żyją kilkanaście lat. Najstarszy notowany w niewoli osobnik żył 21 lat.
Młode po urodzeniu mają kolor ciemnobrązowy, właściwego dla dorosłych ubarwienia nabierają po osiągnięciu okołu roku życia.

## Podgatunki
Nie wyróżniono podgatunków dujkera dużego.

## Zagrożenia i ochrona
Gatunek jest objęty konwencją waszyngtońską  CITES (załącznik I).
W Czerwonej księdze gatunków zagrożonych Międzynarodowej Unii Ochrony Przyrody i Jej Zasobów został zaliczony do kategorii EN (zagrożony wyginięciem).